# Tseung Kwan O Line (métro de Hong Kong)
La ligne Tseung Kwan O est une ligne du métro de Hong Kong (ligne violette). Elle traverse 8 stations de métro et dessert le district de Sai Kung, dans les nouveaux territoires.

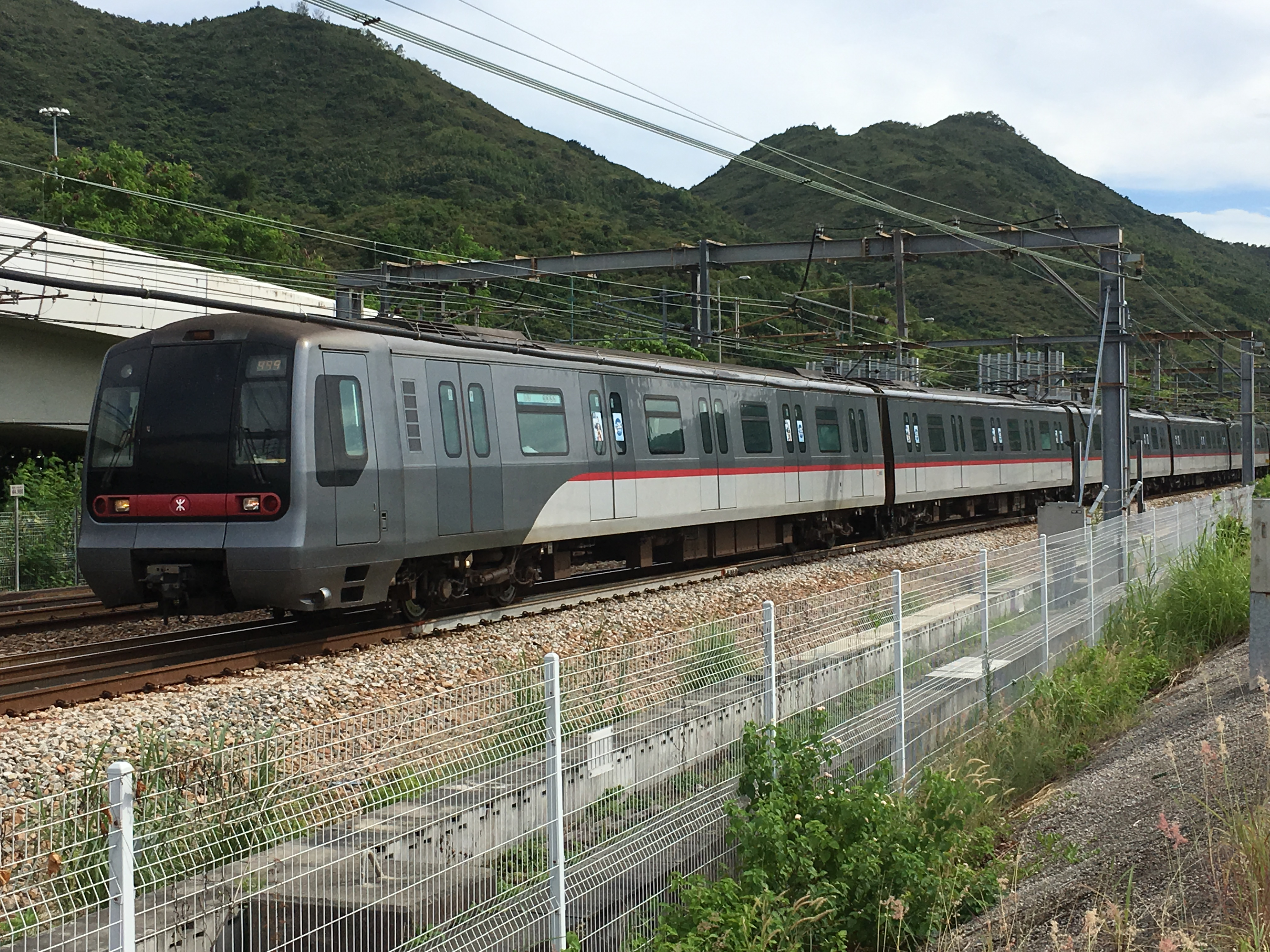
Rame K-Train.

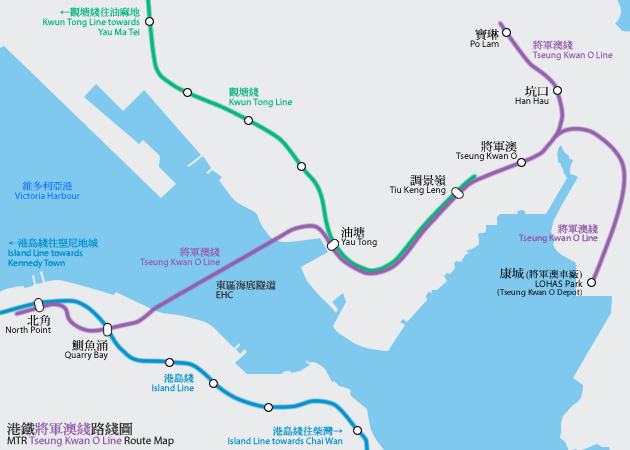
Carte de la ligne.